# Anna Siebenscheinová
Anna Siebenscheinová, rozená Sládečková, (29. března 1918 Praha – 13. února 2006) byla česká překladatelka z němčiny a vysokoškolská pedagožka.

## Život
Anna Siebenscheinová studovala obory čeština a němčina na Filozofické fakultě Univerzity Karlovy. Víc než 30 let vyučovala němčinu na umělecky zaměřených vysokých školách.

## Dílo

### Slovníky
Autorsky se podílela na vzniku Německo-českém slovník (1964) a Česko-německém slovníku (1968) Huga Siebenscheina.

### Překlady
Výběr z překladů v abecedním pořadí podle autorů:
- Fontane, Theodor: Paní Jenny Treibelová (Frau Jenny Treibel, 1892, česky 1976)
- Klaus Mann: Bod obratu (Der Wendepunkt), česky 1997,
  - Zpracováno v Českém rozhlasu v roce 2006 jako dvanáctidílná četba na pokračování. Podle překladu Anny Siebenscheinové připravil Miroslav Stuchl, v dramaturgii Petra Turka a v režii Hany Kofránkové četl Pavel Soukup.[2]
- Musil, Robert: Muž bez vlastností (Der Mann ohne Eigenschaften, 1930, česky 1980)
  - Román v tomto překladu byl v roce 2017 v Českém rozhlasu zpracován jako třicetidílná četba na pokračování. Četl Jiří Hromada, režii měl Vlado Rusko.[3]
- Schleinitz, Egon: Deset děvčat jede na sever (Zehn Mädel fahren zur nordisches Land), 1941, česky 1944)